# Icukusimai szentély
Az icukusimai szentély (厳島神社; Hepburn: Itsukushima jinja, ’Icukusima dzsindzsa’) egy sintó szentély Icukusima szigetén, Mijadzsimánál, Hirosima közelében, Japánban. A csodálatos tájba illeszkedő épületcsoport a világörökség része.

## Hagyománya
Az icukusimai szentélyt a japán hagyományok szerint Szuszanoo no Mikoto három lányának szentelték. Szuszanoo a Napistennőnek, Amateraszu Ómikaminak a fivére volt. Az első szentély feltehetőleg már a 6. században állt. A japán hagyomány a 12. századra teszi azt az újjáépítést (1168), amit a Heike nemzetség egykori feje, Taira no Kijomori rendelt el és amelynek a szerkezeti elrendezését a 16. században ismét újjáépített szentély mai alakja is követi.

## Építészete
Legismertebb részlete az icukusimai szentélynek a díszkapu, a torii. Egykor közönséges halandó nem is léphetett be a szigetre, s aki érkezett, az is csak a szent kapun át jöhetett be. A kapu az 1168-as építés óta áll. Kámforfából készült. A jelenlegi kapu az 1875-ös fölújítás óta változatlan. 16 méteres magasságba nyúlik föl a teteje. Dagály idején víz veszi körül, ilyenkor úgy tűnik, hogy a díszkapu és a szentély lebeg a vizen, de apálykor az iszapos talaj látható mellette.
Több épület füzére az icukusimai szentély. A belépőt fehér ló fogadja, melynek háza balról látható a hajóról odalátogatók számára. Hosszú fedett, vízre épült folyosók kötik össze az egyes szentélyszakaszokat. A szigeten mindenütt szelíd őzek kísérik a látogatókat.

## Galéria

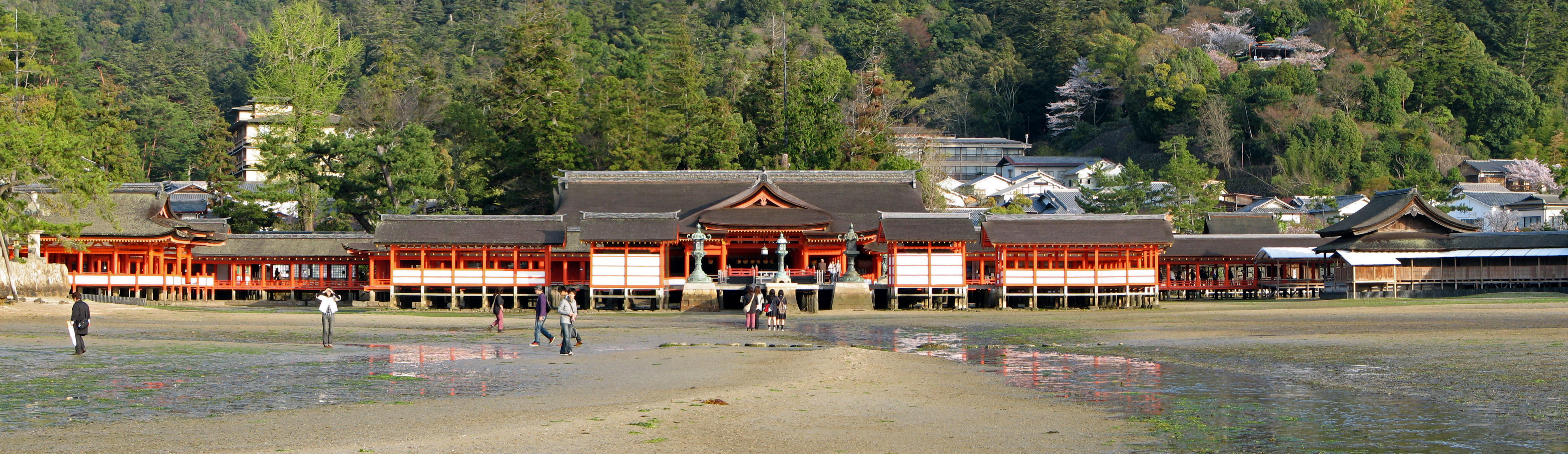
A szentély látképe a torii felől

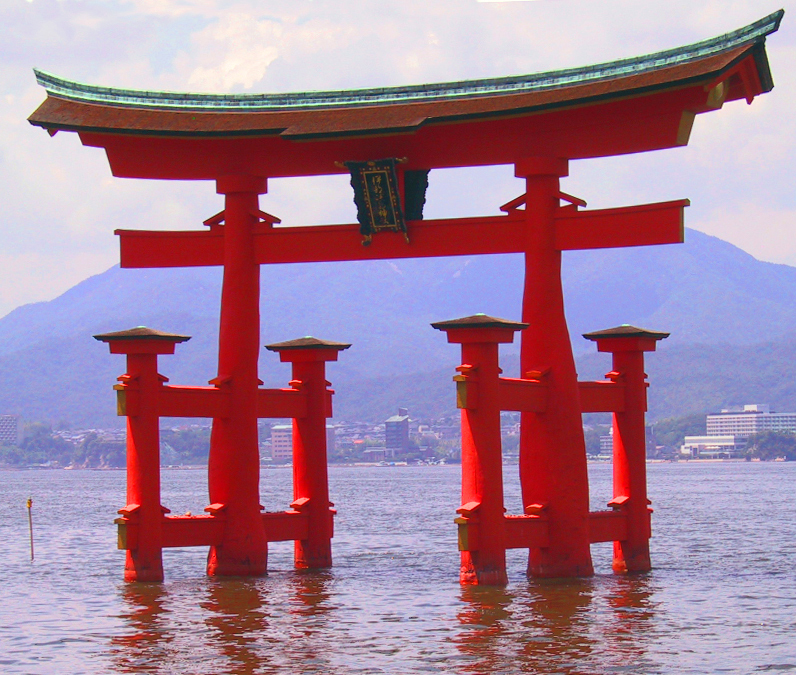
A díszkapu közelről
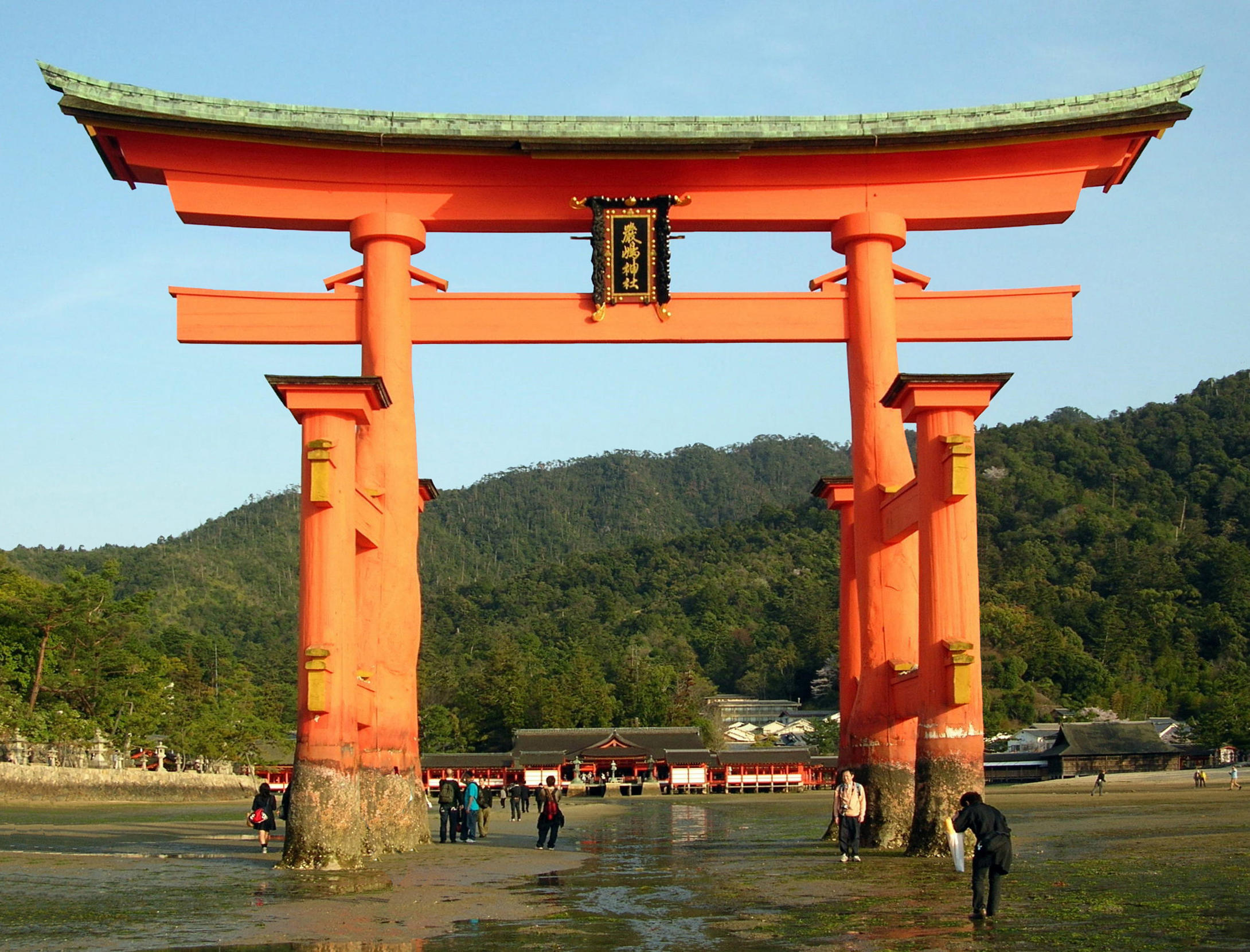
A torii apálykor
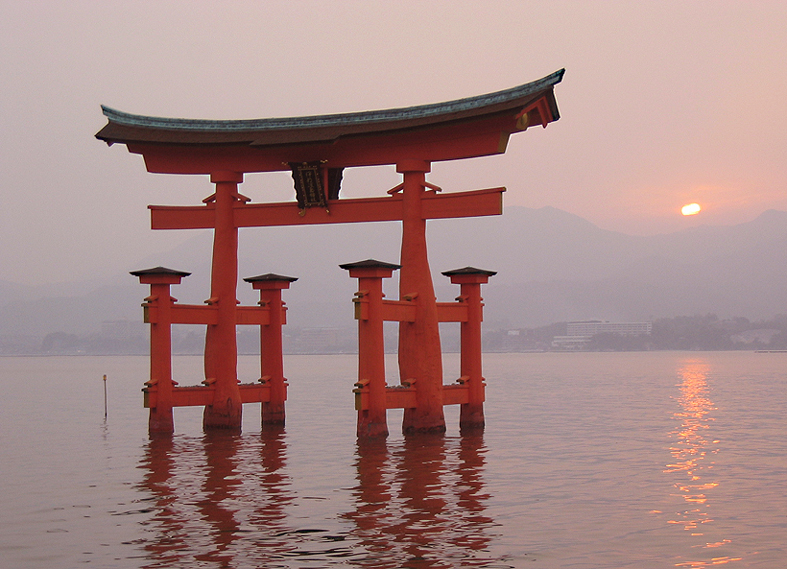
A torii alkonyatkor
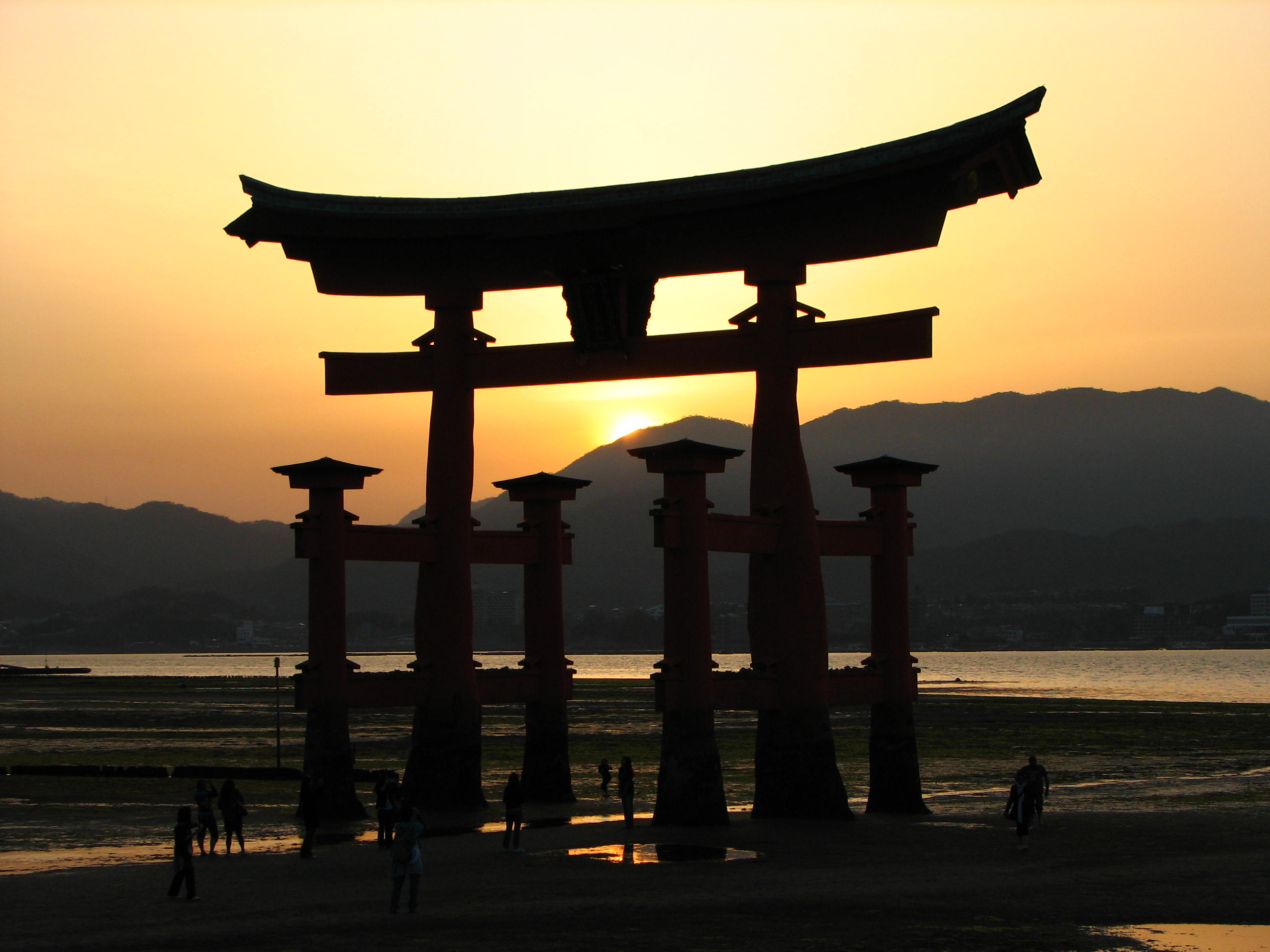
A torii napnyugtakor
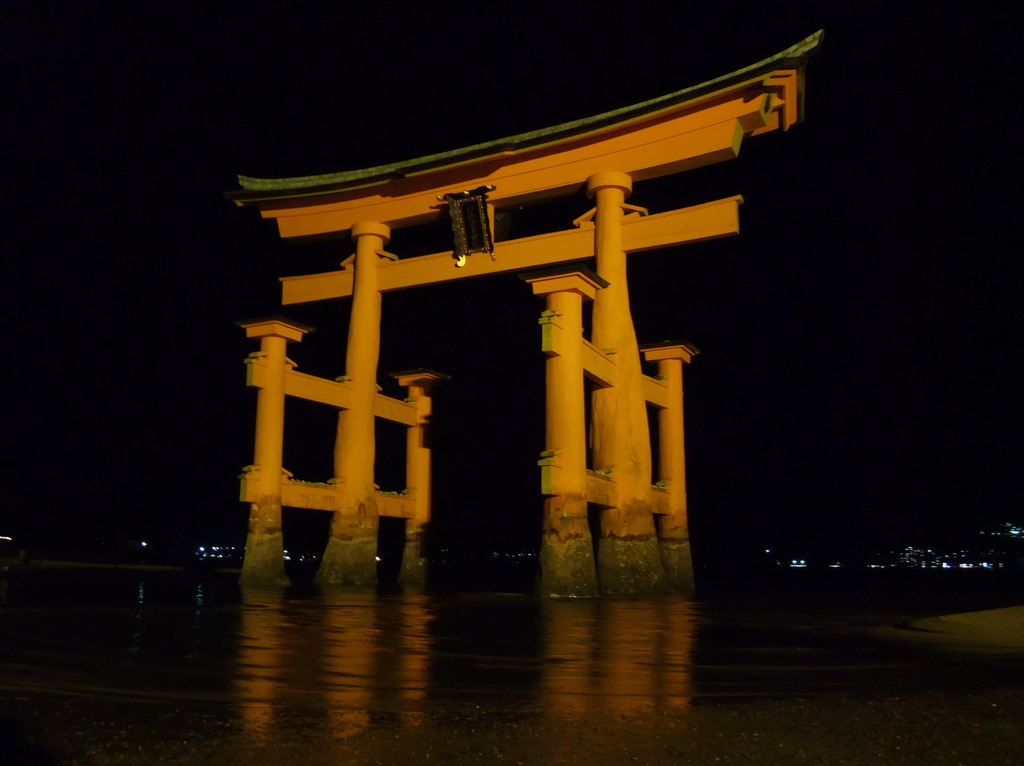
A torii éjszaka